# Бјелчице
Бјелчице (чеш. Bělčice) град је у Чешкој Републици. Град се налази у управној јединици Јужночешки крај, у оквиру којег припада округу Стракоњице.

## Становништво
Према подацима о броју становника из 2014. године град је имао 1.020 становника.